# محطة ضباء الخضراء
محطة ضباء الخضراء هو مشروع يجري تنفيذه لإنشاء محطة توليد كهرباء، يقع في محافظة ضباء بمنطقة تبوك في السعودية. المحطة تعد واحدة من أكبر المحطات على مستوى العالم التي تعمل بنظام دمج الطاقة الشمسية مع الدورة المركبة.

## المرافق
يضم المشروع محطة تحويل جهد فائق في موقع محطة التوليد لربطها بخطوط ومحطات نقل الكهرباء في تبوك والمداين والوجه التي سبق توقيع عقود تنفيذها بتكلفة بلغت أكثر من 3000 مليون ريال، التي تضمنت أربعة خطوط نقل هوائية جهد 380 كيلوفولت, حيث يمتد الخط الأول من محطة توليد ضباء الخضراء إلى محطة تبوك المركزية بطول 153 كم، ويمتد الخط الثاني من محطة التوليد إلى محطة المدائن المركزية بطول 240 كم، فيما يمتد الخط الثالث من محطة توليد ضباء الخضراء شمالاً إلى محطة البدع بطول 151 كم, كما يمتد مشروع الخط الرابع من محطة توليد ضبا إلى محطة الوجه بطول 170 كم, حيث ستسهم هذه المشروعات في تعزيز منظومة الكهرباء في الجزء الشمالي الغربي من المملكة لتوفير خدمة كهرباء تتوافق مع أفضل معايير الأداء.

## وصلات خارجية
- مشروع إنشاء محطة توليد ضبا الخضراء على يوتيوب.